# Valderilla de Torío
Valderilla de Torío es una localidad española, perteneciente al municipio de Garrafe de Torío, en la provincia de León y la comarca de Tierra de León, en la comunidad autónoma de Castilla y León.
Situado entre el Arroyo Hueo y el Arroyo Tejera, afluentes del Río Torío.
Los terrenos de Valderilla de Torío limitan con los de Fontanos de Torío al norte, La Flecha de Torío, Garrafe de Torío y Ruiforco de Torío al noreste, Gallegos de Curueño y Barrillos de Curueño al este, Abadengo de Torío y Palacio de Torío al sureste, Palazuelo de Torío y San Feliz de Torío al sur, Riosequino de Torío y Cuadros al suroeste, Cabanillas y La Seca de Alba al oeste y Cascantes de Alba, La Robla, Brugos de Fenar y Rabanal de Fenar al noroeste.
Perteneció a la antigua Jurisdicción del Valle de Torío.